# Conure de Hocking
La Conure de Hocking (Aratinga hockingi Arndt, 2006) était une espèce d'oiseaux appartenant à la famille  des Psittacidae.
Ce taxon n'est plus reconnu par aucune des grandes autorités taxonomiques en 2015,. Elle a été intégrée dans la sous-espèce Aratinga mitrata mitrata de l'espèce Conure mitrée (alors Aratinga mitrata, devenue Psittacara mitratus).